# عمرو بن سعد
عمرو بن سعد هو صحابي جليل، شهد غزوة مؤتة واستشهد فيها. 

## سيرته
اسمه عمرو بن سعد بن الحارث بن عباد بن سعد بن عامر بن ثعلبة بن أفصى بن حارثة، أخو الصحابي عامر بن سعد بن الحارث بن عباد.

## استشهاده
أرسله الرسول مع جموع الصحابة لقتال الروم وشهد غزوة مؤتة واستشهد فيها في السنة الثامنة من الهجرة.